# T8701/8702次列车
T8701/8702次列车，在越南境内称为MR1/2次列车，是中国铁路运行于中华人民共和国广西壮族自治区首府南宁至越南社会主义共和国首都河内的一趟国际联运特快列车，自2009年1月1日起开行，现由中国铁路南宁局集团有限公司南宁客运段国际车队负责客运任务，是广西开行的首趟国际联运列车。列车使用中国铁路25G型客车，沿湘桂铁路及河同铁路运行，在越南境内跨越谅山省、北江省、北宁省和河内四省市，全程396公里。其中南宁站至嘉林站运行12小时25分，使用车次为T8701次（中华人民共和国境内）、MR2次（越南境内）；嘉林站至南宁站运行11小时47分，使用车次为MR1次（越南境内）、T8702次（中华人民共和国境内）。截至2020年，列车已接待了来自110多个国家的40万名旅客，所形成的中华人民共和国与中南半岛铁路网络，有利于促进中华人民共和国与东南亚各国的经贸合作和多边关系的深入发展，对促进中越关系及泛亚铁路的建设产生了重要作用。

## 历史

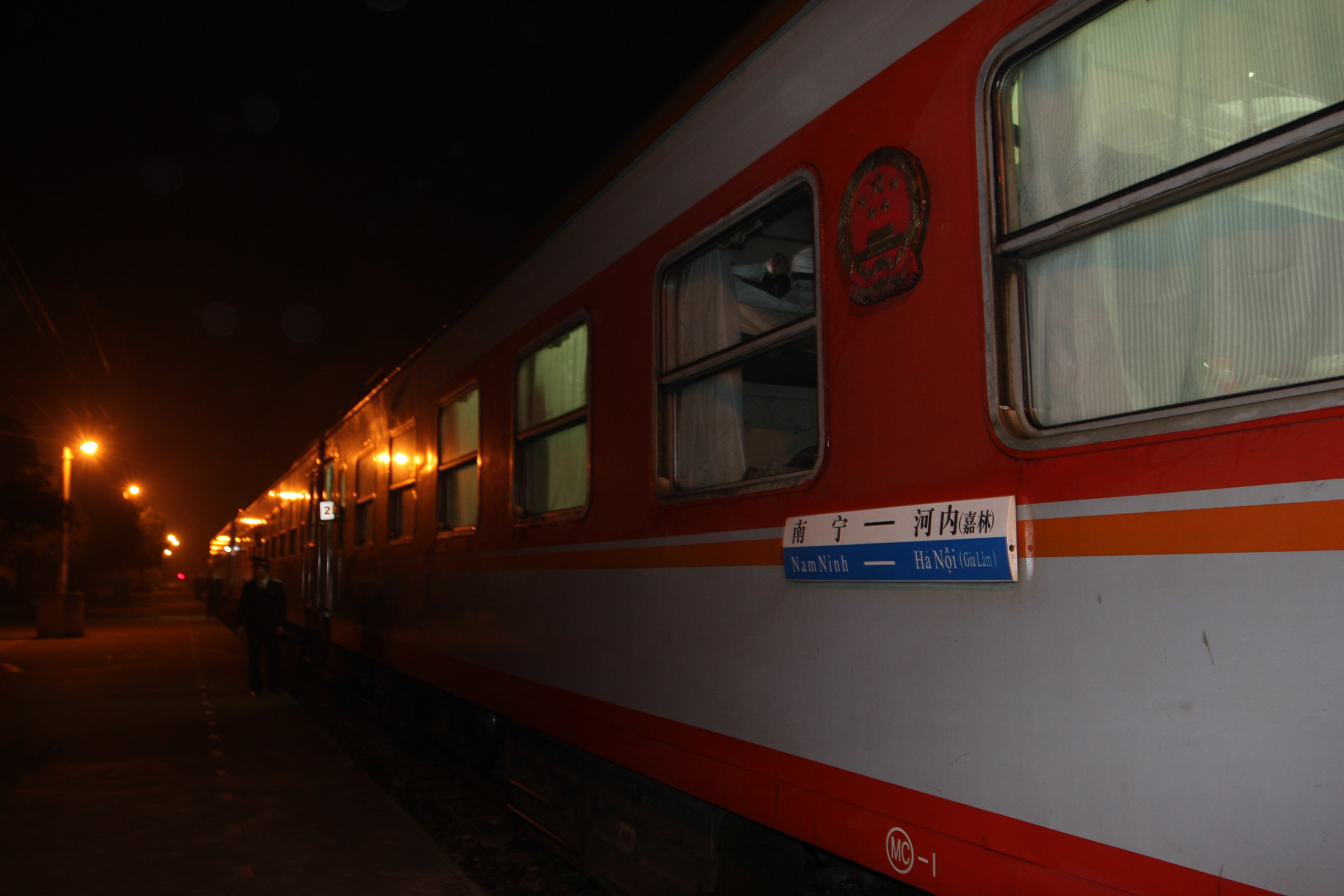
停靠于崇左站的T8701次列车

2002年11月，在第六次中国—东盟领导人会议上，中华人民共和国国务院总理朱镕基和东盟10个成员国的领导人共同签署了《中国—东盟全面经济合作框架协议》，决定到建成中国—东盟自由贸易区，并拟定了交通合作战略规划。中国尤其是广西和越南的经贸和人员往来更趋密切。
2008年，第32次中越边境铁路会议在河内举行，双方确定从2009年1月1日起开行越南河内－中华人民共和国南宁的国际旅客列车，由中国铁路提供车辆并担当乘务，各自国机车牵引。
2009年1月1日，为适应2010年建成的中国—东盟自由贸易区需要，南宁－河内正式开行直通旅客列车，列车车次使用T871/872次（中华人民共和国境内）、MR1/2次（越南境内），在越南境内停靠同登、北江和嘉林3站。广西壮族自治区党委书记郭声琨、越南驻南宁总领事阮英勇等政要在南宁站出席了首发仪式。1月2日，越南铁路亦在嘉林站举行河内至南宁国际旅客列车通车典礼。开行初期，因民众认知度不高以及所需时间过长等原因，造成列车开行之初客流量并不理想，平均每趟列车只有5～7名旅客。
2009年4月1日，中国铁路调整列车运行图，列车车次在中华人民共和国境内由原来的T871/872次变更为T8701/8702次。9月1日，南宁铁路局对列车的票价进行下调，软卧由506元下调至280元，硬卧由325元下调至147元；同时，T8701次列车在同登站停靠时间由2个小时缩短至1.5个小时，T8702次在嘉林站的发车时间由晚上20时20分延后至22点整，以错开在同登的让车，停靠时间由3个小时缩短至1个小时。此举令列车客流量开始增多，至2011年春运期间，该趟列车已最少有三四十名旅客，最高已经达到上百人，客流量比2010年同期翻了一倍多。
2011年，湘桂铁路南宁至凭祥段扩能改造工程获得中华人民共和国国家发展和改革委员会批复，进入编制可行性研究报告阶段。预计改造后南宁至凭祥的行车时间将只需1个小时左右，T8701/8702次列车的运行将缩短3个小时。
自2014年12月10日起，担负于北京西站到同登站之间的T8705/8706次列车停运，前往越南或北京西站的旅客在南宁站换乘Z5/6次列车。
2019年12月，T8701/8702次国际联运车厢由25B型客车更换为25G型客车，各车厢编组仍为之前的顺序。
2020年2月4日起，为配合新冠肺炎疫情相关防疫工作，T8701/8702次列车停运。
2025年5月25日，T8701/8702次列车恢复运行，初期仅恢复国际联运业务，同年7月1日起恢复中国国内段运行。

## 列车编组

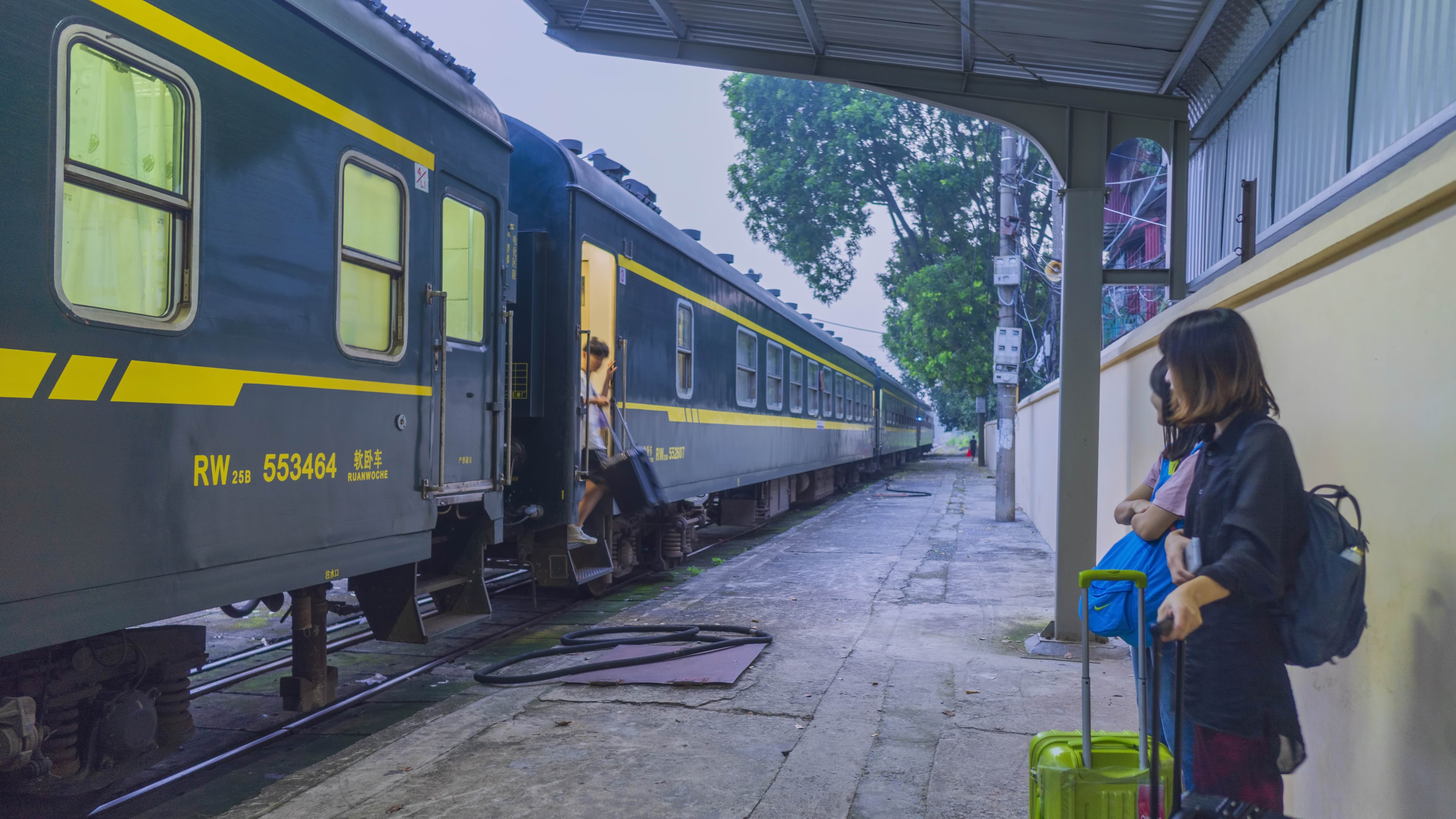
MR2次列车到达嘉林站，旁边的4/L1号车厢为Z5/6次旅客预留

T8701/8702次列车使用配属中国铁路南宁局集团有限公司南宁车辆段中国铁路25G型客车，在中华人民共和国境内采取13节车厢编组，其中国际联运车厢编组为软卧车5辆、空调发电车1辆，另有7辆硬座车为南宁至凭祥区间的国内回转车。由于越南境内同登－嘉林段铺设有标准铁轨与米轨共存的混合轨，因此列车无需更换转向架直通嘉林。
每星期一、星期五南宁站始发的T8701次列车，每星期二、星期六嘉林站始发的T8702次列车，其中4/L1号车厢在Z5/6次执行国际联运时负责运载持有北京西－嘉林客票的旅客，Z5/6次列车9号软卧车厢（中国铁路25T型客车）的旅客换乘至T8701/8702次列车的4/L1号车厢，相反方向亦然。
T8701/8702次列车的客运值乘任务由南宁客运段国际车队担当。车队现选拔了约70名具备国际列车管理及值乘经验、综合业务能力强的职工为该列车值乘，每趟列车配备16人，包括2名列车长、1名越南语翻译员和13名车辆乘务员。
| 运行区段 | 南宁↔嘉林        | 南宁↔嘉林                                   | 南宁↔凭祥    |
| 车厢编号 | 无               | 7,4/L1,3-1                                  | 加1-加7      |
| 车型     | KD25G 空调发电车 | RW25G 软卧车 （4/L1号车厢为Z5/6次旅客预留） | YZ25G 硬座车 |
| 配属     | 南宁车辆段       | 南宁车辆段                                  | 南宁车辆段   |

## 机车交路
T8701/8702次列车由中国铁路南宁局集团有限公司南宁机务段使用东风4D型柴油机车担当中华人民共和国南宁至越南同登间机车交路，由南宁机务段机车乘务员值乘。越南境内同登至嘉林由越南铁路河内铁路运输股份公司安员机务段使用D14E型柴油机车（越南语：Đầu máy D14E）或D19Er型柴油机车（越南语：Đầu máy D19Er - Hữu Nghị）担当，由安员机务段司机值乘。
| 运行区段                   | 南宁↔同登                                        | 同登↔嘉林                                          |
| 本务机车 机车配属 机车乘务 | 东风4D型柴油机车 南宁机务段（宁局邕段） 南宁司机 | D14E型柴油机车/D19Er型柴油机车 安园机务段 安园司机 |

## 时刻表
- 注：中国与越南时差为1小时，中国境内段数据截止2025年7月1日调图（有关Z5/6次列车的运行时刻，请详见Z5/6次列车条目）。

| T8701次/MR2次                                                             | T8701次/MR2次 | T8701次/MR2次 | T8701次/MR2次 | 停靠站 | MR1次/T8702次 | MR1次/T8702次 | MR1次/T8702次 | MR1次/T8702次 |
| 车次                                                                      | 天数          | 到点          | 开点          | 停靠站 | 到点          | 开点          | 天数          | 车次          |
| ------------------------------------------------------------------------- | ------------- | ------------- | ------------- | ------ | ------------- | ------------- | ------------- | ------------- |
| T8701                                                                     | 当天          | —             | 18:05         | 南宁   | 10:06         | —             | 第二天        | T8702         |
| T8701                                                                     | 当天          | 20:15         | 20:21         | 崇左   | 07:56         | 08:01         | 第二天        | T8702         |
| T8701                                                                     | 当天          | 21:25         | 21:29         | 宁明   | 06:49         | 06:53         | 第二天        | T8702         |
| T8701                                                                     | 当天          | 22:18         | 23:41         | 凭祥   | 04:31         | 06:05         | 第二天        | T8702         |
| ↑ 中华人民共和国（北京时间 UTC+08:00） / 越南（越南标准时间 UTC+07:00） ↓ |               |               |               |        |               |               |               |               |
| T8701/MR2                                                                 | 当天          | 23:22         | 01:55         | 同登   | 00:55         | 02:50         | 第二天        | MR1/T8702     |
| MR2                                                                       | 第二天        | 04:33         | 04:36         | 北江   | 22:11         | 22:14         | 当天          | MR1           |
| MR2                                                                       | 第二天        | 05:30         | —             | 嘉林   | —             | 21:20         | 当天          | MR1           |